# Volta a Dinamarca 2024
La Volta a Dinamarca 2024, 33a edició de la Volta a Dinamarca, es disputà entre el 14 i el 18 d'agost de 2024 sobre un recorregut de 736,3 km repartits entre cinc etapes. La cursa formava part del calendari de l'UCI ProSeries 2024, amb una categoria 2.Pro.
El vencedor final fou el belga Arnaud De Lie (Lotto Dstny). Els danesos Magnus Cort Nielsen (Uno-X Mobility) i Anders Foldager (Dinamarca) completaren el podi.

## Equips
L'organització convidà a prendre part en la cursa vint equips: tres equips WorldTeams, nou ProTeams, set equips continentals i un equip nacional:
| WorldTeams (3)- Alpecin-Deceuninck - Team dsm-firmenich PostNL - UAE Team Emirates ProTeams (9)- Bingoal WB - Team Flanders-Baloise - Lotto Dstny - Team Novo Nordisk - Q36.5 Pro Cycling Team - TDT-Unibet - Tudor Pro Cycling Team - Uno-X Mobility - VF Group-Bardiani CSF-Faizané Equips continentals (7)- Airtox-Carl Ras - BHS-PL Beton Bornholm - ColoQuick - Team Coop-Repsol - Lidl-Trek Future Racing - Mazowsze Serce Polski - Parkhotel Valkenburg Equip nacional- Dinamarca |
| |

## Etapes
| Etapa    | Data      | Ciutats d'etapa         | type                      | Distància (km) | Desnivell (m) | Vencedor de l'etapa       | Líder de la general  |
| -------- | --------- | ----------------------- | ------------------------- | -------------- | ------------- | ------------------------- | -------------------- |
| 1a etapa | 14 de ago | Holstebro – Holstebro   | contrarellotge per equips | 13,7           | 61 m          | Team dsm-firmenich PostNL | Tobias Lund Andresen |
| 2a etapa | 15 de ago | Ringkøbing – Vejle      | etapa accidentada         | 231,3          | 2.000 m       | Magnus Cort Nielsen       | Arnaud De Lie        |
| 3a etapa | 16 de ago | Kolding – Haderslev     | etapa plana               | 156,1          | 1.300 m       | Tobias Lund Andresen      | Arnaud De Lie        |
| 4a etapa | 17 de ago | Store Heddinge – Holbæk | etapa plana               | 177,7          | 1.200 m       | Jelte Krijnsen            | Arnaud De Lie        |
| 5a etapa | 18 de ago | Roskilde – Bagsværd     | etapa plana               | 157,5          | 900 m         | Tobias Lund Andresen      | Arnaud De Lie        |

### Etapa 1
| \| Classificació de l'etapa \| Classificació de l'etapa \| Classificació de l'etapa \| Classificació de l'etapa \| Classificació de l'etapa \| Classificació de l'etapa \| \| Equip \| Equip \| Temps \| Diferència de temps \| Velocitat \| \| \| ------------------------ \| ------------------------- \| ------------------------ \| ------------------------ \| ------------------------ \| ------------------------ \| \| 1r \| Team dsm-firmenich PostNL \| 14' 31" \| \| 56.625 km/h \| \| \| 2n \| UAE Team Emirates \| 14' 31" \| + 0" \| 56.625 km/h \| \| \| 3r \| Lotto Dstny \| \| + 3" \| 56.430 km/h \| \| \| 4t \| Dinamarca \| \| + 5" \| \| \| \| 5è \| ColoQuick \| \| + 6" \| \| \| \| 6è \| Uno-X Mobility \| \| + 7" \| \| \| \| 7è \| Q36.5 Pro Cycling Team \| \| + 14" \| \| \| \| 8è \| Airtox-Carl Ras \| \| + 16" \| \| \| \| 9è \| TDT-Unibet \| \| + 17" \| \| \| \| 10è \| Team Flanders-Baloise \| \| + 18" \| \| \| |                           |         |                     |             |
| |                           |         |                     |             |
| Fonts: ProCyclingStats Cycling Quotient |                           |         |                     |             |
| Classificació de l'etapa |                           |         |                     |             |
| Equip | Equip                     | Temps   | Diferència de temps | Velocitat   |
| 1r | Team dsm-firmenich PostNL | 14' 31" |                     | 56.625 km/h |
| 2n | UAE Team Emirates         | 14' 31" | + 0"                | 56.625 km/h |
| 3r | Lotto Dstny               |         | + 3"                | 56.430 km/h |
| 4t | Dinamarca                 |         | + 5"                |             |
| 5è | ColoQuick                 |         | + 6"                |             |
| 6è | Uno-X Mobility            |         | + 7"                |             |
| 7è | Q36.5 Pro Cycling Team    |         | + 14"               |             |
| 8è | Airtox-Carl Ras           |         | + 16"               |             |
| 9è | TDT-Unibet                |         | + 17"               |             |
| 10è | Team Flanders-Baloise     |         | + 18"               |             |

| \| Classificació general \| Classificació general \| Classificació general \| Classificació general \| Classificació general \| \| Corredor \| Corredor \| Equip \| Temps \| \| \| --------------------- \| --------------------- \| ------------------------- \| --------------------- \| --------------------- \| \| 1r \| Tobias Lund Andresen \| Team dsm-firmenich PostNL \| 14' 31" \| \| \| 2n \| Johan Dorussen \| Team dsm-firmenich PostNL \| + 0" \| \| \| 3r \| Ivo Oliveira \| UAE Team Emirates \| + 0" \| \| \| 4t \| Frank van den Broek \| Team dsm-firmenich PostNL \| + 0" \| \| \| 5è \| Finn Fisher-Black \| UAE Team Emirates \| + 1" \| \| \| 6è \| Mikkel Bjerg \| UAE Team Emirates \| + 1" \| \| \| 7è \| Sjoerd Bax \| UAE Team Emirates \| + 1" \| \| \| 8è \| Jenno Berckmoes \| Lotto Dstny \| + 3" \| \| \| 9è \| Jasper De Buyst \| Lotto Dstny \| + 3" \| \| \| 10è \| Arnaud De Lie \| Lotto Dstny \| + 3" \| \| |                      |                           |         |
| |                      |                           |         |
| Fonts: ProCyclingStats Cycling Quotient |                      |                           |         |
| Classificació general |                      |                           |         |
| Corredor | Corredor             | Equip                     | Temps   |
| 1r | Tobias Lund Andresen | Team dsm-firmenich PostNL | 14' 31" |
| 2n | Johan Dorussen       | Team dsm-firmenich PostNL | + 0"    |
| 3r | Ivo Oliveira         | UAE Team Emirates         | + 0"    |
| 4t | Frank van den Broek  | Team dsm-firmenich PostNL | + 0"    |
| 5è | Finn Fisher-Black    | UAE Team Emirates         | + 1"    |
| 6è | Mikkel Bjerg         | UAE Team Emirates         | + 1"    |
| 7è | Sjoerd Bax           | UAE Team Emirates         | + 1"    |
| 8è | Jenno Berckmoes      | Lotto Dstny               | + 3"    |
| 9è | Jasper De Buyst      | Lotto Dstny               | + 3"    |
| 10è | Arnaud De Lie        | Lotto Dstny               | + 3"    |

### Etapa 2
| \| Classificació de l'etapa \| Classificació de l'etapa \| Classificació de l'etapa \| Classificació de l'etapa \| Classificació de l'etapa \| \| Corredor \| Corredor \| Equip \| Temps \| \| \| ------------------------ \| ------------------------ \| ------------------------- \| ------------------------ \| ------------------------ \| \| 1r \| Magnus Cort Nielsen \| Uno-X Mobility \| 5h 17' 10" \| \| \| 2n \| Arnaud De Lie \| Lotto Dstny \| + 0" \| \| \| 3r \| Søren Kragh Andersen \| Alpecin-Deceuninck \| + 4" \| \| \| 4t \| Anders Foldager \| Dinamarca \| + 10" \| \| \| 5è \| Michael Gogl \| Alpecin-Deceuninck \| + 18" \| \| \| 6è \| Sean Flynn \| Team dsm-firmenich PostNL \| + 18" \| \| \| 7è \| Jenno Berckmoes \| Lotto Dstny \| + 27" \| \| \| 8è \| Matteo Trentin \| Tudor Pro Cycling Team \| + 31" \| \| \| 9è \| Frank van den Broek \| Team dsm-firmenich PostNL \| + 31" \| \| \| 10è \| Jelle Johannink \| TDT-Unibet \| + 57" \| \| |                      |                           |            |
| |                      |                           |            |
| Fonts: ProCyclingStats Cycling Quotient |                      |                           |            |
| Classificació de l'etapa |                      |                           |            |
| Corredor | Corredor             | Equip                     | Temps      |
| 1r | Magnus Cort Nielsen  | Uno-X Mobility            | 5h 17' 10" |
| 2n | Arnaud De Lie        | Lotto Dstny               | + 0"       |
| 3r | Søren Kragh Andersen | Alpecin-Deceuninck        | + 4"       |
| 4t | Anders Foldager      | Dinamarca                 | + 10"      |
| 5è | Michael Gogl         | Alpecin-Deceuninck        | + 18"      |
| 6è | Sean Flynn           | Team dsm-firmenich PostNL | + 18"      |
| 7è | Jenno Berckmoes      | Lotto Dstny               | + 27"      |
| 8è | Matteo Trentin       | Tudor Pro Cycling Team    | + 31"      |
| 9è | Frank van den Broek  | Team dsm-firmenich PostNL | + 31"      |
| 10è | Jelle Johannink      | TDT-Unibet                | + 57"      |

| \| Classificació general \| Classificació general \| Classificació general \| Classificació general \| Classificació general \| \| Corredor \| Corredor \| Equip \| Temps \| \| \| --------------------- \| --------------------- \| ------------------------- \| --------------------- \| --------------------- \| \| 1r \| Arnaud De Lie \| Lotto Dstny \| 5h 31' 38" \| \| \| 2n \| Magnus Cort Nielsen \| Uno-X Mobility \| + 0" \| \| \| 3r \| Anders Foldager \| Dinamarca \| + 18" \| \| \| 4t \| Søren Kragh Andersen \| Alpecin-Deceuninck \| + 24" \| \| \| 5è \| Jenno Berckmoes \| Lotto Dstny \| + 33" \| \| \| 6è \| Frank van den Broek \| Team dsm-firmenich PostNL \| + 34" \| \| \| 7è \| Michael Gogl \| Alpecin-Deceuninck \| + 42" \| \| \| 8è \| Matteo Trentin \| Tudor Pro Cycling Team \| + 54" \| \| \| 9è \| Sean Flynn \| Team dsm-firmenich PostNL \| + 57" \| \| \| 10è \| Mikkel Bjerg \| UAE Team Emirates \| + 1' 05" \| \| |                      |                           |            |
| |                      |                           |            |
| Fonts: ProCyclingStats Cycling Quotient |                      |                           |            |
| Classificació general |                      |                           |            |
| Corredor | Corredor             | Equip                     | Temps      |
| 1r | Arnaud De Lie        | Lotto Dstny               | 5h 31' 38" |
| 2n | Magnus Cort Nielsen  | Uno-X Mobility            | + 0"       |
| 3r | Anders Foldager      | Dinamarca                 | + 18"      |
| 4t | Søren Kragh Andersen | Alpecin-Deceuninck        | + 24"      |
| 5è | Jenno Berckmoes      | Lotto Dstny               | + 33"      |
| 6è | Frank van den Broek  | Team dsm-firmenich PostNL | + 34"      |
| 7è | Michael Gogl         | Alpecin-Deceuninck        | + 42"      |
| 8è | Matteo Trentin       | Tudor Pro Cycling Team    | + 54"      |
| 9è | Sean Flynn           | Team dsm-firmenich PostNL | + 57"      |
| 10è | Mikkel Bjerg         | UAE Team Emirates         | + 1' 05"   |

### Etapa 3
| \| Classificació de l'etapa \| Classificació de l'etapa \| Classificació de l'etapa \| Classificació de l'etapa \| Classificació de l'etapa \| \| Corredor \| Corredor \| Equip \| Temps \| \| \| ------------------------ \| ------------------------ \| ------------------------- \| ------------------------ \| ------------------------ \| \| 1r \| Tobias Lund Andresen \| Team dsm-firmenich PostNL \| 3h 16' 59" \| \| \| 2n \| Arnaud De Lie \| Lotto Dstny \| + 0" \| \| \| 3r \| Magnus Cort Nielsen \| Uno-X Mobility \| + 0" \| \| \| 4t \| Matteo Trentin \| Tudor Pro Cycling Team \| + 0" \| \| \| 5è \| Jelte Krijnsen \| Q36.5 Pro Cycling Team \| + 0" \| \| \| 6è \| Nicolò Parisini \| Q36.5 Pro Cycling Team \| + 0" \| \| \| 7è \| Søren Kragh Andersen \| Alpecin-Deceuninck \| + 0" \| \| \| 8è \| Rui Oliveira \| UAE Team Emirates \| + 0" \| \| \| 9è \| Aaron Van Poucke \| Team Flanders-Baloise \| + 0" \| \| \| 10è \| Sean Flynn \| Team dsm-firmenich PostNL \| + 0" \| \| |                      |                           |            |
| |                      |                           |            |
| Fonts: ProCyclingStats Cycling Quotient |                      |                           |            |
| Classificació de l'etapa |                      |                           |            |
| Corredor | Corredor             | Equip                     | Temps      |
| 1r | Tobias Lund Andresen | Team dsm-firmenich PostNL | 3h 16' 59" |
| 2n | Arnaud De Lie        | Lotto Dstny               | + 0"       |
| 3r | Magnus Cort Nielsen  | Uno-X Mobility            | + 0"       |
| 4t | Matteo Trentin       | Tudor Pro Cycling Team    | + 0"       |
| 5è | Jelte Krijnsen       | Q36.5 Pro Cycling Team    | + 0"       |
| 6è | Nicolò Parisini      | Q36.5 Pro Cycling Team    | + 0"       |
| 7è | Søren Kragh Andersen | Alpecin-Deceuninck        | + 0"       |
| 8è | Rui Oliveira         | UAE Team Emirates         | + 0"       |
| 9è | Aaron Van Poucke     | Team Flanders-Baloise     | + 0"       |
| 10è | Sean Flynn           | Team dsm-firmenich PostNL | + 0"       |

| \| Classificació general \| Classificació general \| Classificació general \| Classificació general \| Classificació general \| \| Corredor \| Corredor \| Equip \| Temps \| \| \| --------------------- \| --------------------- \| ------------------------- \| --------------------- \| --------------------- \| \| 1r \| Arnaud De Lie \| Lotto Dstny \| 8h 48' 28" \| \| \| 2n \| Magnus Cort Nielsen \| Uno-X Mobility \| + 5" \| \| \| 3r \| Anders Foldager \| Dinamarca \| + 27" \| \| \| 4t \| Søren Kragh Andersen \| Alpecin-Deceuninck \| + 33" \| \| \| 5è \| Jenno Berckmoes \| Lotto Dstny \| + 41" \| \| \| 6è \| Frank van den Broek \| Team dsm-firmenich PostNL \| + 43" \| \| \| 7è \| Michael Gogl \| Alpecin-Deceuninck \| + 51" \| \| \| 8è \| Matteo Trentin \| Tudor Pro Cycling Team \| + 1' 03" \| \| \| 9è \| Sean Flynn \| Team dsm-firmenich PostNL \| + 1' 06" \| \| \| 10è \| Andreas Leknessund \| Uno-X Mobility \| + 1' 20" \| \| |                      |                           |            |
| |                      |                           |            |
| Fonts: ProCyclingStats Cycling Quotient |                      |                           |            |
| Classificació general |                      |                           |            |
| Corredor | Corredor             | Equip                     | Temps      |
| 1r | Arnaud De Lie        | Lotto Dstny               | 8h 48' 28" |
| 2n | Magnus Cort Nielsen  | Uno-X Mobility            | + 5"       |
| 3r | Anders Foldager      | Dinamarca                 | + 27"      |
| 4t | Søren Kragh Andersen | Alpecin-Deceuninck        | + 33"      |
| 5è | Jenno Berckmoes      | Lotto Dstny               | + 41"      |
| 6è | Frank van den Broek  | Team dsm-firmenich PostNL | + 43"      |
| 7è | Michael Gogl         | Alpecin-Deceuninck        | + 51"      |
| 8è | Matteo Trentin       | Tudor Pro Cycling Team    | + 1' 03"   |
| 9è | Sean Flynn           | Team dsm-firmenich PostNL | + 1' 06"   |
| 10è | Andreas Leknessund   | Uno-X Mobility            | + 1' 20"   |

### Etapa 4
| \| Classificació de l'etapa \| Classificació de l'etapa \| Classificació de l'etapa \| Classificació de l'etapa \| Classificació de l'etapa \| \| Corredor \| Corredor \| Equip \| Temps \| \| \| ------------------------ \| ------------------------ \| ----------------------------- \| ------------------------ \| ------------------------ \| \| 1r \| Jelte Krijnsen \| Q36.5 Pro Cycling Team \| 3h 49' 05" \| \| \| 2n \| Anton Stensby \| Team Coop-Repsol \| + 17" \| \| \| 3r \| Tobias Lund Andresen \| Team dsm-firmenich PostNL \| + 23" \| \| \| 4t \| Arvid de Kleijn \| Tudor Pro Cycling Team \| + 23" \| \| \| 5è \| Arnaud De Lie \| Lotto Dstny \| + 23" \| \| \| 6è \| Nils Eekhoff \| Team dsm-firmenich PostNL \| + 23" \| \| \| 7è \| Giacomo Nizzolo \| Q36.5 Pro Cycling Team \| + 23" \| \| \| 8è \| Luca Colnaghi \| VF Group-Bardiani CSF-Faizanè \| + 23" \| \| \| 9è \| Rui Oliveira \| UAE Team Emirates \| + 23" \| \| \| 10è \| Tim Torn Teutenberg \| Lidl-Trek Future Racing \| + 23" \| \| |                      |                               |            |
| |                      |                               |            |
| Fonts: ProCyclingStats Cycling Quotient |                      |                               |            |
| Classificació de l'etapa |                      |                               |            |
| Corredor | Corredor             | Equip                         | Temps      |
| 1r | Jelte Krijnsen       | Q36.5 Pro Cycling Team        | 3h 49' 05" |
| 2n | Anton Stensby        | Team Coop-Repsol              | + 17"      |
| 3r | Tobias Lund Andresen | Team dsm-firmenich PostNL     | + 23"      |
| 4t | Arvid de Kleijn      | Tudor Pro Cycling Team        | + 23"      |
| 5è | Arnaud De Lie        | Lotto Dstny                   | + 23"      |
| 6è | Nils Eekhoff         | Team dsm-firmenich PostNL     | + 23"      |
| 7è | Giacomo Nizzolo      | Q36.5 Pro Cycling Team        | + 23"      |
| 8è | Luca Colnaghi        | VF Group-Bardiani CSF-Faizanè | + 23"      |
| 9è | Rui Oliveira         | UAE Team Emirates             | + 23"      |
| 10è | Tim Torn Teutenberg  | Lidl-Trek Future Racing       | + 23"      |

| \| Classificació general \| Classificació general \| Classificació general \| Classificació general \| Classificació general \| \| Corredor \| Corredor \| Equip \| Temps \| \| \| --------------------- \| --------------------- \| ------------------------- \| --------------------- \| --------------------- \| \| 1r \| Arnaud De Lie \| Lotto Dstny \| 12h 37' 56" \| \| \| 2n \| Magnus Cort Nielsen \| Uno-X Mobility \| + 5" \| \| \| 3r \| Anders Foldager \| Dinamarca \| + 27" \| \| \| 4t \| Søren Kragh Andersen \| Alpecin-Deceuninck \| + 33" \| \| \| 5è \| Jenno Berckmoes \| Lotto Dstny \| + 41" \| \| \| 6è \| Michael Gogl \| Alpecin-Deceuninck \| + 51" \| \| \| 7è \| Frank van den Broek \| Team dsm-firmenich PostNL \| + 52" \| \| \| 8è \| Matteo Trentin \| Tudor Pro Cycling Team \| + 1' 03" \| \| \| 9è \| Sean Flynn \| Team dsm-firmenich PostNL \| + 1' 06" \| \| \| 10è \| Andreas Leknessund \| Uno-X Mobility \| + 1' 29" \| \| |                      |                           |             |
| |                      |                           |             |
| Fonts: ProCyclingStats Cycling Quotient |                      |                           |             |
| Classificació general |                      |                           |             |
| Corredor | Corredor             | Equip                     | Temps       |
| 1r | Arnaud De Lie        | Lotto Dstny               | 12h 37' 56" |
| 2n | Magnus Cort Nielsen  | Uno-X Mobility            | + 5"        |
| 3r | Anders Foldager      | Dinamarca                 | + 27"       |
| 4t | Søren Kragh Andersen | Alpecin-Deceuninck        | + 33"       |
| 5è | Jenno Berckmoes      | Lotto Dstny               | + 41"       |
| 6è | Michael Gogl         | Alpecin-Deceuninck        | + 51"       |
| 7è | Frank van den Broek  | Team dsm-firmenich PostNL | + 52"       |
| 8è | Matteo Trentin       | Tudor Pro Cycling Team    | + 1' 03"    |
| 9è | Sean Flynn           | Team dsm-firmenich PostNL | + 1' 06"    |
| 10è | Andreas Leknessund   | Uno-X Mobility            | + 1' 29"    |

### Etapa 5
| \| Classificació de l'etapa \| Classificació de l'etapa \| Classificació de l'etapa \| Classificació de l'etapa \| Classificació de l'etapa \| \| Corredor \| Corredor \| Equip \| Temps \| \| \| ------------------------ \| ------------------------ \| ----------------------------- \| ------------------------ \| ------------------------ \| \| 1r \| Tobias Lund Andresen \| Team dsm-firmenich PostNL \| 3h 18' 18" \| \| \| 2n \| Enrico Zanoncello \| VF Group-Bardiani CSF-Faizanè \| + 0" \| \| \| 3r \| Magnus Cort Nielsen \| Uno-X Mobility \| + 0" \| \| \| 4t \| Daniel Stampe \| Airtox-Carl Ras \| + 0" \| \| \| 5è \| Giacomo Nizzolo \| Q36.5 Pro Cycling Team \| + 0" \| \| \| 6è \| Rui Oliveira \| UAE Team Emirates \| + 0" \| \| \| 7è \| Arvid de Kleijn \| Tudor Pro Cycling Team \| + 0" \| \| \| 8è \| Jenno Berckmoes \| Lotto Dstny \| + 0" \| \| \| 9è \| Tim Torn Teutenberg \| Lidl-Trek Future Racing \| + 0" \| \| \| 10è \| Nils Eekhoff \| Team dsm-firmenich PostNL \| + 0" \| \| |                      |                               |            |
| |                      |                               |            |
| Fonts: ProCyclingStats Cycling Quotient |                      |                               |            |
| Classificació de l'etapa |                      |                               |            |
| Corredor | Corredor             | Equip                         | Temps      |
| 1r | Tobias Lund Andresen | Team dsm-firmenich PostNL     | 3h 18' 18" |
| 2n | Enrico Zanoncello    | VF Group-Bardiani CSF-Faizanè | + 0"       |
| 3r | Magnus Cort Nielsen  | Uno-X Mobility                | + 0"       |
| 4t | Daniel Stampe        | Airtox-Carl Ras               | + 0"       |
| 5è | Giacomo Nizzolo      | Q36.5 Pro Cycling Team        | + 0"       |
| 6è | Rui Oliveira         | UAE Team Emirates             | + 0"       |
| 7è | Arvid de Kleijn      | Tudor Pro Cycling Team        | + 0"       |
| 8è | Jenno Berckmoes      | Lotto Dstny                   | + 0"       |
| 9è | Tim Torn Teutenberg  | Lidl-Trek Future Racing       | + 0"       |
| 10è | Nils Eekhoff         | Team dsm-firmenich PostNL     | + 0"       |

## Classificació final
| \| Classificació general \| Classificació general \| Classificació general \| Classificació general \| Classificació general \| \| Corredor \| Corredor \| Equip \| Temps \| \| \| --------------------- \| --------------------- \| ------------------------- \| --------------------- \| --------------------- \| \| 1r \| Arnaud De Lie \| Lotto Dstny \| 18h 56' 14" \| \| \| 2n \| Magnus Cort Nielsen \| Uno-X Mobility \| + 1" \| \| \| 3r \| Anders Foldager \| Dinamarca \| + 27" \| \| \| 4t \| Søren Kragh Andersen \| Alpecin-Deceuninck \| + 33" \| \| \| 5è \| Jenno Berckmoes \| Lotto Dstny \| + 41" \| \| \| 6è \| Michael Gogl \| Alpecin-Deceuninck \| + 51" \| \| \| 7è \| Frank van den Broek \| Team dsm-firmenich PostNL \| + 52" \| \| \| 8è \| Matteo Trentin \| Tudor Pro Cycling Team \| + 1' 03" \| \| \| 9è \| Sean Flynn \| Team dsm-firmenich PostNL \| + 1' 06" \| \| \| 10è \| Andreas Leknessund \| Uno-X Mobility \| + 1' 29" \| \| |                      |                           |             |
| |                      |                           |             |
| Fonts: ProCyclingStats Cycling Quotient |                      |                           |             |
| Classificació general |                      |                           |             |
| Corredor | Corredor             | Equip                     | Temps       |
| 1r | Arnaud De Lie        | Lotto Dstny               | 18h 56' 14" |
| 2n | Magnus Cort Nielsen  | Uno-X Mobility            | + 1"        |
| 3r | Anders Foldager      | Dinamarca                 | + 27"       |
| 4t | Søren Kragh Andersen | Alpecin-Deceuninck        | + 33"       |
| 5è | Jenno Berckmoes      | Lotto Dstny               | + 41"       |
| 6è | Michael Gogl         | Alpecin-Deceuninck        | + 51"       |
| 7è | Frank van den Broek  | Team dsm-firmenich PostNL | + 52"       |
| 8è | Matteo Trentin       | Tudor Pro Cycling Team    | + 1' 03"    |
| 9è | Sean Flynn           | Team dsm-firmenich PostNL | + 1' 06"    |
| 10è | Andreas Leknessund   | Uno-X Mobility            | + 1' 29"    |

## Classificacions secundàries

### Classificació per punts
| Classificació per punts | Classificació per punts | Classificació per punts   | Classificació per punts | Classificació per punts |
| Corredor                | Corredor                | Equip                     | Punts                   |                         |
| ----------------------- | ----------------------- | ------------------------- | ----------------------- | ----------------------- |
| 1r                      | Tobias Lund Andresen    | Team dsm-firmenich PostNL | 55 pts                  |                         |
| 2n                      | Arnaud De Lie           | Lotto Dstny               | 40 pts                  |                         |
| 3r                      | Magnus Cort Nielsen     | Uno-X Mobility            | 35 pts                  |                         |
| 4t                      | Jelte Krijnsen          | Q36.5 Pro Cycling Team    | 23 pts                  |                         |
| 5è                      | Jenno Berckmoes         | Lotto Dstny               | 17 pts                  |                         |
| 6è                      | Søren Kragh Andersen    | Alpecin-Deceuninck        | 16 pts                  |                         |
| 7è                      | Rui Oliveira            | UAE Team Emirates         | 16 pts                  |                         |
| 8è                      | Matteo Trentin          | Tudor Pro Cycling Team    | 15 pts                  |                         |
| 9è                      | Arvid de Kleijn         | Tudor Pro Cycling Team    | 15 pts                  |                         |
| 10è                     | Giacomo Nizzolo         | Q36.5 Pro Cycling Team    | 14 pts                  |                         |

### Classificació de la muntanya
| Classificació de la muntanya | Classificació de la muntanya | Classificació de la muntanya | Classificació de la muntanya | Classificació de la muntanya |
| Corredor                     | Corredor                     | Equip                        | Punts                        |                              |
| ---------------------------- | ---------------------------- | ---------------------------- | ---------------------------- | ---------------------------- |
| 1r                           | Kristian Egholm              | Lidl-Trek Future Racing      | 46 pts                       |                              |
| 2n                           | Alexander Arnt Hansen        | Airtox-Carl Ras              | 34 pts                       |                              |
| 3r                           | Emil Toudal                  | ColoQuick                    | 22 pts                       |                              |
| 4t                           | Daniel Stampe                | Airtox-Carl Ras              | 20 pts                       |                              |
| 5è                           | Sébastien Grignard           | Lotto Dstny                  | 12 pts                       |                              |
| 6è                           | Pelle Køster                 | ColoQuick                    | 12 pts                       |                              |
| 7è                           | Konrad Czabok                | Mazowsze Serce Polski        | 12 pts                       |                              |
| 8è                           | Jakub Kaczmarek              | Mazowsze Serce Polski        | 10 pts                       |                              |
| 9è                           | Martin Szokody               | BHS-PL Beton Bornholm        | 10 pts                       |                              |
| 10è                          | Arnaud De Lie                | Lotto Dstny                  | 8 pts                        |                              |

### Classificació dels joves
| Classificació del millor jove | Classificació del millor jove | Classificació del millor jove | Classificació del millor jove | Classificació del millor jove |
| Corredor                      | Corredor                      | Equip                         | Temps                         |                               |
| ----------------------------- | ----------------------------- | ----------------------------- | ----------------------------- | ----------------------------- |
| 1r                            | Arnaud De Lie                 | Lotto Dstny                   | 18h 56' 14"                   |                               |
| 2n                            | Matyáš Kopecký                | Team Novo Nordisk             | + 1' 59"                      |                               |
| 3r                            | Tim Torn Teutenberg           | Lidl-Trek Future Racing       | + 5' 24"                      |                               |
| 4t                            | Tore Troelsen                 | ColoQuick                     | + 9' 13"                      |                               |
| 5è                            | Dylan Vandenstorme            | Team Flanders-Baloise         | + 10' 20"                     |                               |
| 6è                            | Adam Holm Jørgensen           | Dinamarca                     | + 10' 46"                     |                               |
| 7è                            | Alessandro Perracchione       | Team Novo Nordisk             | + 13' 19"                     |                               |
| 8è                            | Tobias Lund Andresen          | Team dsm-firmenich PostNL     | + 15' 12"                     |                               |
| 9è                            | Victor Vercouillie            | Team Flanders-Baloise         | + 17' 54"                     |                               |
| 10è                           | Malte Hellerup                | Dinamarca                     | + 19' 13"                     |                               |

### Classificació per equips
| Classificació per equips | Classificació per equips  | Classificació per equips | Classificació per equips |
| Equip                    | Equip                     | Temps                    |                          |
| ------------------------ | ------------------------- | ------------------------ | ------------------------ |
| 1r                       | Team dsm-firmenich PostNL |                          |                          |

## Evolució de les classificacions
| Etapa                  | Vencedor                  | Classificació general | Classificació per punts | Classificació de la muntanya | Classificació dels joves | Classificació de la combativitat | Classificació per equips  |
| ---------------------- | ------------------------- | --------------------- | ----------------------- | ---------------------------- | ------------------------ | -------------------------------- | ------------------------- |
| 1                      | Team DSM-Firmenich PostNL | Tobias Lund Andresen  | Tobias Lund Andresen    | Jesper Rasch                 | Tobias Lund Andresen     | no entregat                      | Team DSM-Firmenich PostNL |
| 2                      | Magnus Cort Nielsen       | Arnaud De Lie         | Magnus Cort Nielsen     | Daniel Stampe                | Arnaud De Lie            | Jasper Dejaegher                 | Team DSM-Firmenich PostNL |
| 3                      | Tobias Lund Andresen      | Arnaud De Lie         | Arnaud De Lie           | Daniel Stampe                | Arnaud De Lie            | Jakub Kaczmarek                  | Team DSM-Firmenich PostNL |
| 4                      | Jelte Krijnsen            | Arnaud De Lie         | Tobias Lund Andresen    | Kristian Egholm              | Arnaud De Lie            | Pelle Køster                     | Team DSM-Firmenich PostNL |
| 5                      | Tobias Lund Andresen      | Arnaud De Lie         | Tobias Lund Andresen    | Kristian Egholm              | Arnaud De Lie            | Victor Grue Enggaard             | Team DSM-Firmenich PostNL |
| Classificacions finals | Classificacions finals    | Arnaud De Lie         | Tobias Lund Andresen    | Kristian Egholm              | Arnaud De Lie            | Victor Grue Enggaard             | Team DSM-Firmenich PostNL |

## Llista de participants
| Lidl-Trek Future Racing LTF | Lidl-Trek Future Racing LTF | Lidl-Trek Future Racing LTF |
| --------------------------- | --------------------------- | --------------------------- |
| Núm                         | Ciclista                    | Pos                         |
| 1                           | Kristian Egholm (DEN)       |                             |
| 2                           | Liam O'Brien (IRL)          |                             |
| 3                           | Cole Kessler (USA)          |                             |
| 4                           | Matteo Milan (ITA)          |                             |
| 5                           | Martin Pedersen (DEN)       |                             |
| 6                           | Cameron Rogers (AUS)        |                             |
| 7                           | Tim Torn Teutenberg (GER)   |                             |

| Uno-X Mobility UXM | Uno-X Mobility UXM         | Uno-X Mobility UXM |
| ------------------ | -------------------------- | ------------------ |
| Núm                | Ciclista                   | Pos                |
| 11                 | Louis Bendixen (DEN)       |                    |
| 12                 | Carl-Frederik Bévort (DEN) |                    |
| 13                 | Rasmus Bøgh Wallin (DEN)   |                    |
| 14                 | Magnus Cort Nielsen (DEN)  |                    |
| 15                 | Andreas Leknessund (NOR)   |                    |
| 16                 | William Blume Levy (DEN)   |                    |
| 17                 | Niklas Larsen (DEN)        |                    |

| Team dsm-firmenich PostNL DFP | Team dsm-firmenich PostNL DFP | Team dsm-firmenich PostNL DFP |
| ----------------------------- | ----------------------------- | ----------------------------- |
| Núm                           | Ciclista                      | Pos                           |
| 21                            | Tobias Lund Andresen (DEN)    |                               |
| 22                            | Warren Barguil (FRA)          |                               |
| 23                            | Frank van den Broek (NED)     |                               |
| 24                            | Alexander Edmondson (AUS)     |                               |
| 25                            | Johan Dorussen (NED)          | DNF-2                         |
| 26                            | Nils Eekhoff (NED)            |                               |
| 27                            | Sean Flynn (GBR)              |                               |

| Alpecin-Deceuninck ADC | Alpecin-Deceuninck ADC     | Alpecin-Deceuninck ADC |
| ---------------------- | -------------------------- | ---------------------- |
| Núm                    | Ciclista                   | Pos                    |
| 31                     | Søren Kragh Andersen (DEN) |                        |
| 32                     | Tobias Bayer (AUT)         |                        |
| 33                     | Michael Gogl (AUT)         |                        |
| 34                     | Jimmy Janssens (BEL)       |                        |
| 35                     | Jonas Rickaert (BEL)       |                        |
| 36                     | Marceli Boguslawski (POL)  | DNF-2                  |
| 37                     | Simon Dehairs (BEL)        |                        |

| UAE Team Emirates UAD | UAE Team Emirates UAD     | UAE Team Emirates UAD |
| --------------------- | ------------------------- | --------------------- |
| Núm                   | Ciclista                  | Pos                   |
| 41                    | Sjoerd Bax (NED)          |                       |
| 42                    | Mikkel Bjerg (DEN)        | DNF-3                 |
| 43                    | Finn Fisher-Black (NZL)   |                       |
| 44                    | Álvaro Hodeg Chagui (COL) |                       |
| 45                    | Domen Novak (SLO) (ruta)  |                       |
| 46                    | Ivo Oliveira (POR)        |                       |
| 47                    | Rui Oliveira (POR)        |                       |

| Lotto Dstny LTD | Lotto Dstny LTD            | Lotto Dstny LTD |
| --------------- | -------------------------- | --------------- |
| Núm             | Ciclista                   | Pos             |
| 51              | Jenno Berckmoes (BEL)      |                 |
| 52              | Logan Currie (NZL) (crono) |                 |
| 53              | Jasper De Buyst (BEL)      |                 |
| 54              | Arnaud De Lie (BEL) (ruta) |                 |
| 55              | Jarrad Drizners (AUS)      | NP-2            |
| 56              | Sébastien Grignard (BEL)   |                 |
| 57              | Florian Vermeersch (BEL)   |                 |

| Q36.5 Pro Cycling Team Q36 | Q36.5 Pro Cycling Team Q36 | Q36.5 Pro Cycling Team Q36 |
| -------------------------- | -------------------------- | -------------------------- |
| Núm                        | Ciclista                   | Pos                        |
| 61                         | Walter Calzoni (ITA)       |                            |
| 62                         | Nicolò Parisini (ITA)      |                            |
| 63                         | Filippo Conca (ITA)        |                            |
| 64                         | Frederik Frison (BEL)      |                            |
| 65                         | Tobias Ludvigsson (SWE)    |                            |
| 66                         | Giacomo Nizzolo (ITA)      |                            |
| 67                         | Rory Townsend (IRL)        | NP-5                       |

| Team Novo Nordisk TNN | Team Novo Nordisk TNN         | Team Novo Nordisk TNN |
| --------------------- | ----------------------------- | --------------------- |
| Núm                   | Ciclista                      | Pos                   |
| 71                    | Matyáš Kopecký (CZE)          |                       |
| 72                    | Andrea Peron (ITA)            |                       |
| 73                    | Hamish Beadle (NZL)           |                       |
| 74                    | Filippo Ridolfo (ITA)         |                       |
| 75                    | Alessandro Perracchione (ITA) |                       |
| 76                    | Antonio Polga (ITA)           |                       |
| 77                    | Nathan Smith (GBR)            | DNF-5                 |

| VF Group-Bardiani CSF-Faizanè VBF | VF Group-Bardiani CSF-Faizanè VBF | VF Group-Bardiani CSF-Faizanè VBF |
| --------------------------------- | --------------------------------- | --------------------------------- |
| Núm                               | Ciclista                          | Pos                               |
| 81                                | Luca Colnaghi (ITA)               |                                   |
| 82                                | Lorenzo Conforti (ITA)            |                                   |
| 83                                | Filippo Magli (ITA)               |                                   |
| 84                                | Mattia Pinazzi (ITA)              |                                   |
| 85                                | Manuele Tarozzi (ITA)             |                                   |
| 86                                | Alessandro Tonelli (ITA)          |                                   |
| 87                                | Enrico Zanoncello (ITA)           |                                   |

| TDT-Unibet TDT | TDT-Unibet TDT           | TDT-Unibet TDT |
| -------------- | ------------------------ | -------------- |
| Núm            | Ciclista                 | Pos            |
| 91             | Abram Stockman (BEL)     |                |
| 92             | Andreas Stokbro (DEN)    |                |
| 93             | Hartthijs de Vries (NED) |                |
| 94             | Jelle Johannink (NED)    |                |
| 95             | Nicklas Pedersen (DEN)   |                |
| 96             | Sebastian Nielsen (DEN)  |                |
| 97             | Tomáš Kopecký (CZE)      |                |

| Team Flanders-Baloise TFB | Team Flanders-Baloise TFB | Team Flanders-Baloise TFB |
| ------------------------- | ------------------------- | ------------------------- |
| Núm                       | Ciclista                  | Pos                       |
| 101                       | Alex Colman (BEL)         |                           |
| 102                       | Jules Hesters (BEL)       |                           |
| 103                       | Jasper Dejaegher (BEL)    | DNF-4                     |
| 104                       | Aaron Van Poucke (BEL)    |                           |
| 105                       | Dylan Vandenstorme (BEL)  |                           |
| 106                       | Ward Vanhoof (BEL)        |                           |
| 107                       | Victor Vercouillie (BEL)  |                           |

| Tudor Pro Cycling Team TUD | Tudor Pro Cycling Team TUD     | Tudor Pro Cycling Team TUD |
| -------------------------- | ------------------------------ | -------------------------- |
| Núm                        | Ciclista                       | Pos                        |
| 111                        | Tom Bohli (SUI)                |                            |
| 112                        | Sebastian Kolze Changizi (DEN) |                            |
| 113                        | Arvid de Kleijn (NED)          |                            |
| 114                        | Lucas Eriksson (SWE)           |                            |
| 115                        | Alexander Kamp (DEN)           |                            |
| 116                        | Joel Suter (SUI)               |                            |
| 117                        | Matteo Trentin (ITA)           |                            |

| Team Coop-Repsol TCR | Team Coop-Repsol TCR          | Team Coop-Repsol TCR |
| -------------------- | ----------------------------- | -------------------- |
| Núm                  | Ciclista                      | Pos                  |
| 121                  | Anton Stensby (NOR)           |                      |
| 122                  | Magnus Sørbø (NOR)            |                      |
| 123                  | Karsten Larsen Feldmann (NOR) |                      |
| 124                  | Kalle Kvam (NOR)              |                      |
| 125                  | Johan Ravnøy (NOR)            |                      |
| 126                  | Halvor Utengen Sandstad (NOR) |                      |
| 127                  | Daniel Vold (NOR)             |                      |

| Mazowsze Serce Polski MSP | Mazowsze Serce Polski MSP    | Mazowsze Serce Polski MSP |
| ------------------------- | ---------------------------- | ------------------------- |
| Núm                       | Ciclista                     | Pos                       |
| 131                       | Tomasz Budziński (POL)       |                           |
| 132                       | Konrad Czabok (POL)          |                           |
| 133                       | Jakub Kaczmarek (POL)        |                           |
| 134                       | Tobiasz Pawlak (POL)         |                           |
| 135                       | Michał Pomorski (POL)        |                           |
| 136                       | Maksymilian Radosz (POL)     | DNF-2                     |
| 137                       | Franciszek Kaczorowski (POL) |                           |

| Q36.5 Pro Cycling Team Q36 | Q36.5 Pro Cycling Team Q36 | Q36.5 Pro Cycling Team Q36 |
| -------------------------- | -------------------------- | -------------------------- |
| Núm                        | Ciclista                   | Pos                        |
| 141                        | Jelte Krijnsen (NED)       |                            |

| Parkhotel Valkenburg PHV | Parkhotel Valkenburg PHV | Parkhotel Valkenburg PHV |
| ------------------------ | ------------------------ | ------------------------ |
| Núm                      | Ciclista                 | Pos                      |
| 142                      | Yanne Dorenbos (NED)     | DNF-2                    |
| 143                      | Jesper Rasch (NED)       |                          |
| 144                      | Martijn Rasenberg (NED)  |                          |
| 145                      | Maxime Duba (NED)        |                          |
| 146                      | Nils Sinschek (NED)      |                          |
| 147                      | Luke Verburg (NED)       |                          |

| Airtox-Carl Ras GSH | Airtox-Carl Ras GSH           | Airtox-Carl Ras GSH |
| ------------------- | ----------------------------- | ------------------- |
| Núm                 | Ciclista                      | Pos                 |
| 151                 | Mads Andersen (DEN)           |                     |
| 152                 | Magnus Bak Klaris (DEN)       |                     |
| 153                 | Mathias Larsen (DEN)          |                     |
| 154                 | Alexander Arnt Hansen (DEN)   |                     |
| 155                 | Daniel Stampe (DEN)           |                     |
| 156                 | Stian Rosenlund Richter (DEN) |                     |
| 157                 | Frederik Bjørn Sørensen (DEN) | DNF-2               |

| BHS-PL Beton Bornholm BPC | BHS-PL Beton Bornholm BPC       | BHS-PL Beton Bornholm BPC |
| ------------------------- | ------------------------------- | ------------------------- |
| Núm                       | Ciclista                        | Pos                       |
| 161                       | Tobias Aagaard Hansen (DEN)     |                           |
| 162                       | Mikkel Øritsland (DEN)          |                           |
| 163                       | Victor Grue Enggaard (DEN)      |                           |
| 164                       | Martin Szokody                  |                           |
| 165                       | Jacob Schebye                   |                           |
| 166                       | Andreas Krogh Jensen            |                           |
| 167                       | Mads-Emil Dupont Hougaard (DEN) |                           |

| ColoQuick TCQ | ColoQuick TCQ                | ColoQuick TCQ |
| ------------- | ---------------------------- | ------------- |
| Núm           | Ciclista                     | Pos           |
| 171           | Joshua Gudnitz (DEN)         |               |
| 172           | Emil Toudal (DEN)            |               |
| 173           | Nikolaj Mengel (DEN)         |               |
| 174           | Aksel Bech Skot-Hansen (DEN) | DNF-5         |
| 175           | Tore Troelsen (DEN)          |               |
| 176           | Simon Bak (DEN)              |               |
| 177           | Pelle Køster (DEN)           |               |

| Dinamarca DEN | Dinamarca DEN               | Dinamarca DEN |
| ------------- | --------------------------- | ------------- |
| Núm           | Ciclista                    | Pos           |
| 181           | Anders Foldager             |               |
| 182           | Mathias Norsgaard Jørgensen | DNF-2         |
| 183           | Julius Johansen             |               |
| 184           | Malte Hellerup              |               |
| 185           | Johan Price-Pejtersen       | DNF-2         |
| 186           | Adam Holm Jørgensen         |               |
| 187           | Kasper Andersen             |               |

| Lidl-Trek Future Racing LTF | Lidl-Trek Future Racing LTF | Lidl-Trek Future Racing LTF |
| --------------------------- | --------------------------- | --------------------------- |
| Núm                         | Ciclista                    | Pos                         |
| 1                           | Kristian Egholm (DEN)       |                             |
| 2                           | Liam O'Brien (IRL)          |                             |
| 3                           | Cole Kessler (USA)          |                             |
| 4                           | Matteo Milan (ITA)          |                             |
| 5                           | Martin Pedersen (DEN)       |                             |
| 6                           | Cameron Rogers (AUS)        |                             |
| 7                           | Tim Torn Teutenberg (GER)   |                             |

| Uno-X Mobility UXM | Uno-X Mobility UXM         | Uno-X Mobility UXM |
| ------------------ | -------------------------- | ------------------ |
| Núm                | Ciclista                   | Pos                |
| 11                 | Louis Bendixen (DEN)       |                    |
| 12                 | Carl-Frederik Bévort (DEN) |                    |
| 13                 | Rasmus Bøgh Wallin (DEN)   |                    |
| 14                 | Magnus Cort Nielsen (DEN)  |                    |
| 15                 | Andreas Leknessund (NOR)   |                    |
| 16                 | William Blume Levy (DEN)   |                    |
| 17                 | Niklas Larsen (DEN)        |                    |

| Team dsm-firmenich PostNL DFP | Team dsm-firmenich PostNL DFP | Team dsm-firmenich PostNL DFP |
| ----------------------------- | ----------------------------- | ----------------------------- |
| Núm                           | Ciclista                      | Pos                           |
| 21                            | Tobias Lund Andresen (DEN)    |                               |
| 22                            | Warren Barguil (FRA)          |                               |
| 23                            | Frank van den Broek (NED)     |                               |
| 24                            | Alexander Edmondson (AUS)     |                               |
| 25                            | Johan Dorussen (NED)          | DNF-2                         |
| 26                            | Nils Eekhoff (NED)            |                               |
| 27                            | Sean Flynn (GBR)              |                               |

| Alpecin-Deceuninck ADC | Alpecin-Deceuninck ADC     | Alpecin-Deceuninck ADC |
| ---------------------- | -------------------------- | ---------------------- |
| Núm                    | Ciclista                   | Pos                    |
| 31                     | Søren Kragh Andersen (DEN) |                        |
| 32                     | Tobias Bayer (AUT)         |                        |
| 33                     | Michael Gogl (AUT)         |                        |
| 34                     | Jimmy Janssens (BEL)       |                        |
| 35                     | Jonas Rickaert (BEL)       |                        |
| 36                     | Marceli Boguslawski (POL)  | DNF-2                  |
| 37                     | Simon Dehairs (BEL)        |                        |

| UAE Team Emirates UAD | UAE Team Emirates UAD     | UAE Team Emirates UAD |
| --------------------- | ------------------------- | --------------------- |
| Núm                   | Ciclista                  | Pos                   |
| 41                    | Sjoerd Bax (NED)          |                       |
| 42                    | Mikkel Bjerg (DEN)        | DNF-3                 |
| 43                    | Finn Fisher-Black (NZL)   |                       |
| 44                    | Álvaro Hodeg Chagui (COL) |                       |
| 45                    | Domen Novak (SLO) (ruta)  |                       |
| 46                    | Ivo Oliveira (POR)        |                       |
| 47                    | Rui Oliveira (POR)        |                       |

| Lotto Dstny LTD | Lotto Dstny LTD            | Lotto Dstny LTD |
| --------------- | -------------------------- | --------------- |
| Núm             | Ciclista                   | Pos             |
| 51              | Jenno Berckmoes (BEL)      |                 |
| 52              | Logan Currie (NZL) (crono) |                 |
| 53              | Jasper De Buyst (BEL)      |                 |
| 54              | Arnaud De Lie (BEL) (ruta) |                 |
| 55              | Jarrad Drizners (AUS)      | NP-2            |
| 56              | Sébastien Grignard (BEL)   |                 |
| 57              | Florian Vermeersch (BEL)   |                 |

| Q36.5 Pro Cycling Team Q36 | Q36.5 Pro Cycling Team Q36 | Q36.5 Pro Cycling Team Q36 |
| -------------------------- | -------------------------- | -------------------------- |
| Núm                        | Ciclista                   | Pos                        |
| 61                         | Walter Calzoni (ITA)       |                            |
| 62                         | Nicolò Parisini (ITA)      |                            |
| 63                         | Filippo Conca (ITA)        |                            |
| 64                         | Frederik Frison (BEL)      |                            |
| 65                         | Tobias Ludvigsson (SWE)    |                            |
| 66                         | Giacomo Nizzolo (ITA)      |                            |
| 67                         | Rory Townsend (IRL)        | NP-5                       |

| Team Novo Nordisk TNN | Team Novo Nordisk TNN         | Team Novo Nordisk TNN |
| --------------------- | ----------------------------- | --------------------- |
| Núm                   | Ciclista                      | Pos                   |
| 71                    | Matyáš Kopecký (CZE)          |                       |
| 72                    | Andrea Peron (ITA)            |                       |
| 73                    | Hamish Beadle (NZL)           |                       |
| 74                    | Filippo Ridolfo (ITA)         |                       |
| 75                    | Alessandro Perracchione (ITA) |                       |
| 76                    | Antonio Polga (ITA)           |                       |
| 77                    | Nathan Smith (GBR)            | DNF-5                 |

| VF Group-Bardiani CSF-Faizanè VBF | VF Group-Bardiani CSF-Faizanè VBF | VF Group-Bardiani CSF-Faizanè VBF |
| --------------------------------- | --------------------------------- | --------------------------------- |
| Núm                               | Ciclista                          | Pos                               |
| 81                                | Luca Colnaghi (ITA)               |                                   |
| 82                                | Lorenzo Conforti (ITA)            |                                   |
| 83                                | Filippo Magli (ITA)               |                                   |
| 84                                | Mattia Pinazzi (ITA)              |                                   |
| 85                                | Manuele Tarozzi (ITA)             |                                   |
| 86                                | Alessandro Tonelli (ITA)          |                                   |
| 87                                | Enrico Zanoncello (ITA)           |                                   |

| TDT-Unibet TDT | TDT-Unibet TDT           | TDT-Unibet TDT |
| -------------- | ------------------------ | -------------- |
| Núm            | Ciclista                 | Pos            |
| 91             | Abram Stockman (BEL)     |                |
| 92             | Andreas Stokbro (DEN)    |                |
| 93             | Hartthijs de Vries (NED) |                |
| 94             | Jelle Johannink (NED)    |                |
| 95             | Nicklas Pedersen (DEN)   |                |
| 96             | Sebastian Nielsen (DEN)  |                |
| 97             | Tomáš Kopecký (CZE)      |                |

| Team Flanders-Baloise TFB | Team Flanders-Baloise TFB | Team Flanders-Baloise TFB |
| ------------------------- | ------------------------- | ------------------------- |
| Núm                       | Ciclista                  | Pos                       |
| 101                       | Alex Colman (BEL)         |                           |
| 102                       | Jules Hesters (BEL)       |                           |
| 103                       | Jasper Dejaegher (BEL)    | DNF-4                     |
| 104                       | Aaron Van Poucke (BEL)    |                           |
| 105                       | Dylan Vandenstorme (BEL)  |                           |
| 106                       | Ward Vanhoof (BEL)        |                           |
| 107                       | Victor Vercouillie (BEL)  |                           |

| Tudor Pro Cycling Team TUD | Tudor Pro Cycling Team TUD     | Tudor Pro Cycling Team TUD |
| -------------------------- | ------------------------------ | -------------------------- |
| Núm                        | Ciclista                       | Pos                        |
| 111                        | Tom Bohli (SUI)                |                            |
| 112                        | Sebastian Kolze Changizi (DEN) |                            |
| 113                        | Arvid de Kleijn (NED)          |                            |
| 114                        | Lucas Eriksson (SWE)           |                            |
| 115                        | Alexander Kamp (DEN)           |                            |
| 116                        | Joel Suter (SUI)               |                            |
| 117                        | Matteo Trentin (ITA)           |                            |

| Team Coop-Repsol TCR | Team Coop-Repsol TCR          | Team Coop-Repsol TCR |
| -------------------- | ----------------------------- | -------------------- |
| Núm                  | Ciclista                      | Pos                  |
| 121                  | Anton Stensby (NOR)           |                      |
| 122                  | Magnus Sørbø (NOR)            |                      |
| 123                  | Karsten Larsen Feldmann (NOR) |                      |
| 124                  | Kalle Kvam (NOR)              |                      |
| 125                  | Johan Ravnøy (NOR)            |                      |
| 126                  | Halvor Utengen Sandstad (NOR) |                      |
| 127                  | Daniel Vold (NOR)             |                      |

| Mazowsze Serce Polski MSP | Mazowsze Serce Polski MSP    | Mazowsze Serce Polski MSP |
| ------------------------- | ---------------------------- | ------------------------- |
| Núm                       | Ciclista                     | Pos                       |
| 131                       | Tomasz Budziński (POL)       |                           |
| 132                       | Konrad Czabok (POL)          |                           |
| 133                       | Jakub Kaczmarek (POL)        |                           |
| 134                       | Tobiasz Pawlak (POL)         |                           |
| 135                       | Michał Pomorski (POL)        |                           |
| 136                       | Maksymilian Radosz (POL)     | DNF-2                     |
| 137                       | Franciszek Kaczorowski (POL) |                           |

| Q36.5 Pro Cycling Team Q36 | Q36.5 Pro Cycling Team Q36 | Q36.5 Pro Cycling Team Q36 |
| -------------------------- | -------------------------- | -------------------------- |
| Núm                        | Ciclista                   | Pos                        |
| 141                        | Jelte Krijnsen (NED)       |                            |

| Parkhotel Valkenburg PHV | Parkhotel Valkenburg PHV | Parkhotel Valkenburg PHV |
| ------------------------ | ------------------------ | ------------------------ |
| Núm                      | Ciclista                 | Pos                      |
| 142                      | Yanne Dorenbos (NED)     | DNF-2                    |
| 143                      | Jesper Rasch (NED)       |                          |
| 144                      | Martijn Rasenberg (NED)  |                          |
| 145                      | Maxime Duba (NED)        |                          |
| 146                      | Nils Sinschek (NED)      |                          |
| 147                      | Luke Verburg (NED)       |                          |

| Airtox-Carl Ras GSH | Airtox-Carl Ras GSH           | Airtox-Carl Ras GSH |
| ------------------- | ----------------------------- | ------------------- |
| Núm                 | Ciclista                      | Pos                 |
| 151                 | Mads Andersen (DEN)           |                     |
| 152                 | Magnus Bak Klaris (DEN)       |                     |
| 153                 | Mathias Larsen (DEN)          |                     |
| 154                 | Alexander Arnt Hansen (DEN)   |                     |
| 155                 | Daniel Stampe (DEN)           |                     |
| 156                 | Stian Rosenlund Richter (DEN) |                     |
| 157                 | Frederik Bjørn Sørensen (DEN) | DNF-2               |

| BHS-PL Beton Bornholm BPC | BHS-PL Beton Bornholm BPC       | BHS-PL Beton Bornholm BPC |
| ------------------------- | ------------------------------- | ------------------------- |
| Núm                       | Ciclista                        | Pos                       |
| 161                       | Tobias Aagaard Hansen (DEN)     |                           |
| 162                       | Mikkel Øritsland (DEN)          |                           |
| 163                       | Victor Grue Enggaard (DEN)      |                           |
| 164                       | Martin Szokody                  |                           |
| 165                       | Jacob Schebye                   |                           |
| 166                       | Andreas Krogh Jensen            |                           |
| 167                       | Mads-Emil Dupont Hougaard (DEN) |                           |

| ColoQuick TCQ | ColoQuick TCQ                | ColoQuick TCQ |
| ------------- | ---------------------------- | ------------- |
| Núm           | Ciclista                     | Pos           |
| 171           | Joshua Gudnitz (DEN)         |               |
| 172           | Emil Toudal (DEN)            |               |
| 173           | Nikolaj Mengel (DEN)         |               |
| 174           | Aksel Bech Skot-Hansen (DEN) | DNF-5         |
| 175           | Tore Troelsen (DEN)          |               |
| 176           | Simon Bak (DEN)              |               |
| 177           | Pelle Køster (DEN)           |               |

| Dinamarca DEN | Dinamarca DEN               | Dinamarca DEN |
| ------------- | --------------------------- | ------------- |
| Núm           | Ciclista                    | Pos           |
| 181           | Anders Foldager             |               |
| 182           | Mathias Norsgaard Jørgensen | DNF-2         |
| 183           | Julius Johansen             |               |
| 184           | Malte Hellerup              |               |
| 185           | Johan Price-Pejtersen       | DNF-2         |
| 186           | Adam Holm Jørgensen         |               |
| 187           | Kasper Andersen             |               |